# Rosella de Califòrnia
La rosella de Califòrnia (Eschscholzia californica Cham.) és una planta herbàcia de la família de les papaveràcies. Es troba distribuïda mundialment a gran part de les regions temperades d'Amèrica del Nord i del Sud, des dels Estats Units fins a Xile, també a les de Sud Àfrica, Europa i Austràlia. Al Principat la seva distribució és a Barcelona, Girona, Tarragona i a les Illes Balears especialment a Mallorca.
S'utilitza com ornamental perquè en l'època estival ofereix mantes flors de color taronja brillant, encara que ha d'estar exposada sempre al sol. El gènere Eschscholzia inclou dotze espècies oriündes d'Amèrica del Nord.

## Noms populars
- anglès: California poppy
- alemany: Kalifornischer Mohn
- castellà: dedal de oro
- italià: papavero di California
- neerlandès: slaapmutsje
- portugués: papoula de California

## Etimologia
Eschscholzia californica és la primera espècie anomenada del gènere Eschscholzia, batejada pel botànic alemany Adelbert von Chamisso en honor al botànic estonià  Johann Friedrich von Eschscholtz (1793-1831), el seu amic i col·lega en l'expedició científica d'Otto von Kotzebue a Califòrnia i el gran Pacífic al vaixell rus Rurik cap al 1810.
En 1844 el Dr. G. Walz en va aïllar els primers alcaloides, dels quals va creure que eren emparentats amb els de la morfina.

## Distribució geogràfica
Planta originària de Califòrnia (especialment al desert de Sonora i de Mojave). Actualment és cultivada amb fins comercials a Europa central i sud de França. En espais naturals pot ser invasora.

## Hàbitat
Es desenvolupa en sòls secs, arenosos i nitrificats com a extensions costaneres, planures, valls àrides i marges dels deserts. Floreix d'abril a octubre. Molt cultivada en regions de clima càlid-humit del món, i tendeix a espontaneitzar-se i tornar-se invasora.

## Descripció
És una planta herbàcia anual que presenta una forma vital de Raunkjaer amb les característiques d'un teròfit.  Teròfits són plantes capaces de completar tot el cicle biològic en l'estació favorable.
Fa una altura de 30-60 cm, té una arrel axonomorfa, una tija herbàcia lànguida a l'inici i erecta posteriorment, amb un color verd blavós. Presenta fulles verdes, glauques, finament pubescents o llises i fermament dividides, amb tonalitats blaves. Són hermafrodites amb la flor disposada de forma solitària amb un llarg peduncle de color groc ataronjat (de manera molt infreqüent poden ser blanques). La flor té forma de copa d'uns 2-4 cm de diàmetre, conté 4 sèpals fusionats, 4 pètals crenats i un ovari súper. La flor també està constituïda per molts estams groguencs i un gineceu pluricarpel·lar amb un sol estigma molt fi. El fruit és una càpsula de fins a 8 cm de llarg, glabre amb llavors globuloses, reticulades o puntejades.

## Droga
La droga (Eschscholziae herba) està constituïda per les parts aèries recollides a l'època de floració.

## Farmacologia

### Composició química
Tota la planta conté una mescla complexa d'alcaloides i amb una composició diversa que depèn de cada òrgan.
- Alcaloides isoquinolínics: tenen una estructura semblant a la morfina, però sense els inconvenients d'aquesta, sobretot concentrats (2,7%) en les rels, mentre que a la resta és 0,06-0,29%.
- Derivats de la protopina:protopina, criptopina, (majoritari), quelirrubina, queliritrina, sanguinarina, quelidonina, entre d'altres.
- Derivats de la pavina: norargemonina, bisnorargenonina, escolzina, escoltaidina, californidina.
- Derivats de la aporfina: laurotetamina, lauroscolzina, glaucina, escolina, (magnoflorina).
- Derivats de la protoberberina: coptisina.
- Derivats de la 5-benzil-tetrahidroquinoleina: escolinina.

- Flavonoides: Com la rutina, extrets de l'extracte hidroalcohòlic de les parts aèries:quercetina i derivats, isorramnetina i derivats.
- Carotens: (3S,5R,3S)-4,5-retro-beta,beta-caroteno-3,5,3-triol.
- Heteròsids cianogenètics: linamarina, present a la planta fresca.

### Accions farmacològiques
Té efectes sedant i lleugerament somnífer constatat en animals.
Sistema nerviós: El conjunt d'alcaloides present va exercir a les rates una activitat sedant a dosis baixes (25 mg/ml) i inductora del son amb dosis majors (100 mg/ml). L'administració intraperitoneal de la tintura de la rosella de Califòrnia en rates (equivalent a 130 mg/ml) produeix una reducció de la motilitat espontània alhora que va demostrar prolongar l'efecte inductor del son del pentobarbital. També la comprovació de la unió d'aquests alcaloides amb receptors opioides i les seves estructures químiques semblants a β-endorfines o dinorfines, fan pressuposar un efecte hipnoanalgèsic.
A més es va observar en animals, que l'extracte hidroalcohòlic de la rosella de Califòrnia és la causant de l'efecte sedatiu, antidepressiu i lleugerament somnífer.
Altres: Espasmolítica: inhibint el mal de cap o alteracions doloroses neurògenes; es va demostrar amb l'administració de tintura de rosella de Califòrnia en el jejú aïllat de rates (equivalent a 1,75 mg/ml). La resta de derivats d'alcaloides protopínics van evidenciar en animals activitat antifibril·lant, bradicarditzant i acceleradora del flux coronari. Per la seva part la sanguinarina presenta activitat bactericida, unint-se a la paret cel·lular dels microorganismes patògens, inhibint el desenvolupament dels seus components i la capacitat d'adherència. Per acabar, la escolzantina, una carotenoide, és la responsable de la coloració groc-taronja dels pètals.

### Ús medicinal
- És molt utilitzada com analgèsic i sedant, així com per la hipertensió arterial neurògena.
- Amb freqüència s'associa amb altres drogues sedants (arrel de valeriana, hipèric, passionària, fulles de melissa) pel tractament de neuràlgies, neurastènia, depressió, insomni, sensibilitat als canvis de temps, cefalea i altres disfuncions vasomotores.
- És una planta molt utilitzada per combatre l'insomni en nens i ancians, perquè posseeix una acció persistent sense provocar estats de depressió.
- Es pot utilitzar per al tractament de la pruïja i la urticària.

Encara que els estudis farmacològics donen suport a la utilització d'aquesta droga com a sedant i ansiolític, la Comissió E no ho aprova per falta de proves clíniques de l'eficàcia.

### Ús etnomedicinal
La rosella de Califòrnia s'utilitza popularment en casos d'ansietat, nerviosisme, palpitacions, neuràlgies, migranyes, enuresi infantil i en casos de deshabituació als tranquil·litzants de síntesi.

### Ús alimentari
La rosella de Califòrnia s'utilitza com a font d'un oli comestible i per adornar pans i pastissos amb les seves llavors. També forma part de pinsos per aviram i bestiar boví.

### Contraindicacions i interaccions
La rosella de Califòrnia no s'ha d'administrar en casos de glaucoma, embaràs, lactància i nens menors de 10 anys.
A més no és convenient utilitzar-la conjuntament amb benzodiazepines o altres fàrmacs sedants, antihistamínics i begudes alcohòliques, per la possible potenciació dels efectes sedants.

### Toxicitat
Els assajos de toxicitat aguda en rates, ni la pols de la planta ni l'extret aquós (fins a 8 g) van produir cap reacció adversa (Tetau M. Et al., 1972; Lab. Arkopharma, 1982). Però si que és veritat que hi ha una similitud estructural entre la protopina i la morfina, encara que la protopina no produeix fenòmens additius.
No té pràcticament efectes secundaris, però en quantitats considerables pot provocar una depressió de la freqüència respiratòria.

## Curiositats
Històricament aquesta planta es va adoptar com a símbol de l'estat americà de Califòrnia, va ser tradicionalment utilitzada pels natius i pobladors rurals com analgèsica i sedant.

## Galeria d'imatges

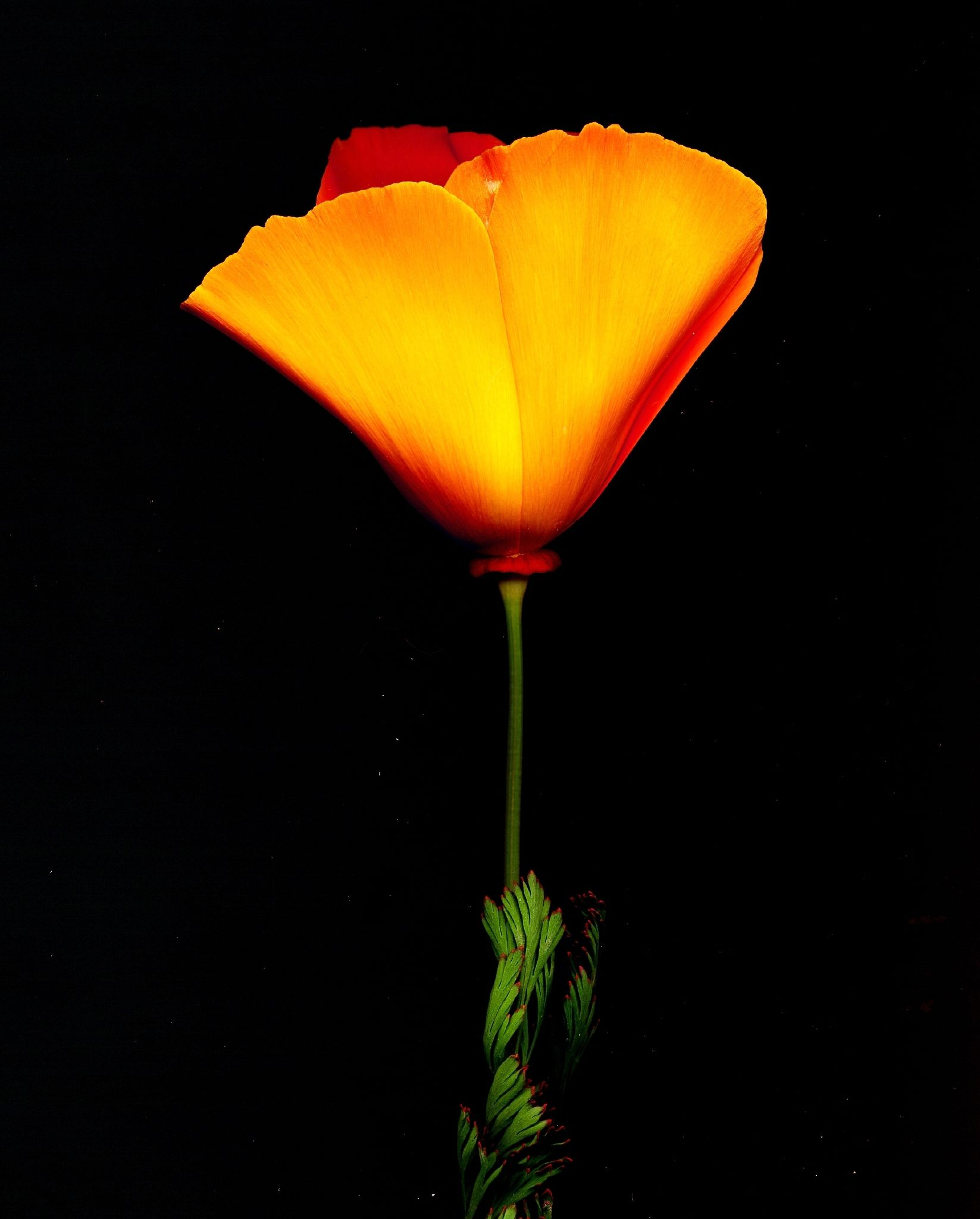
Eschscholzia californica
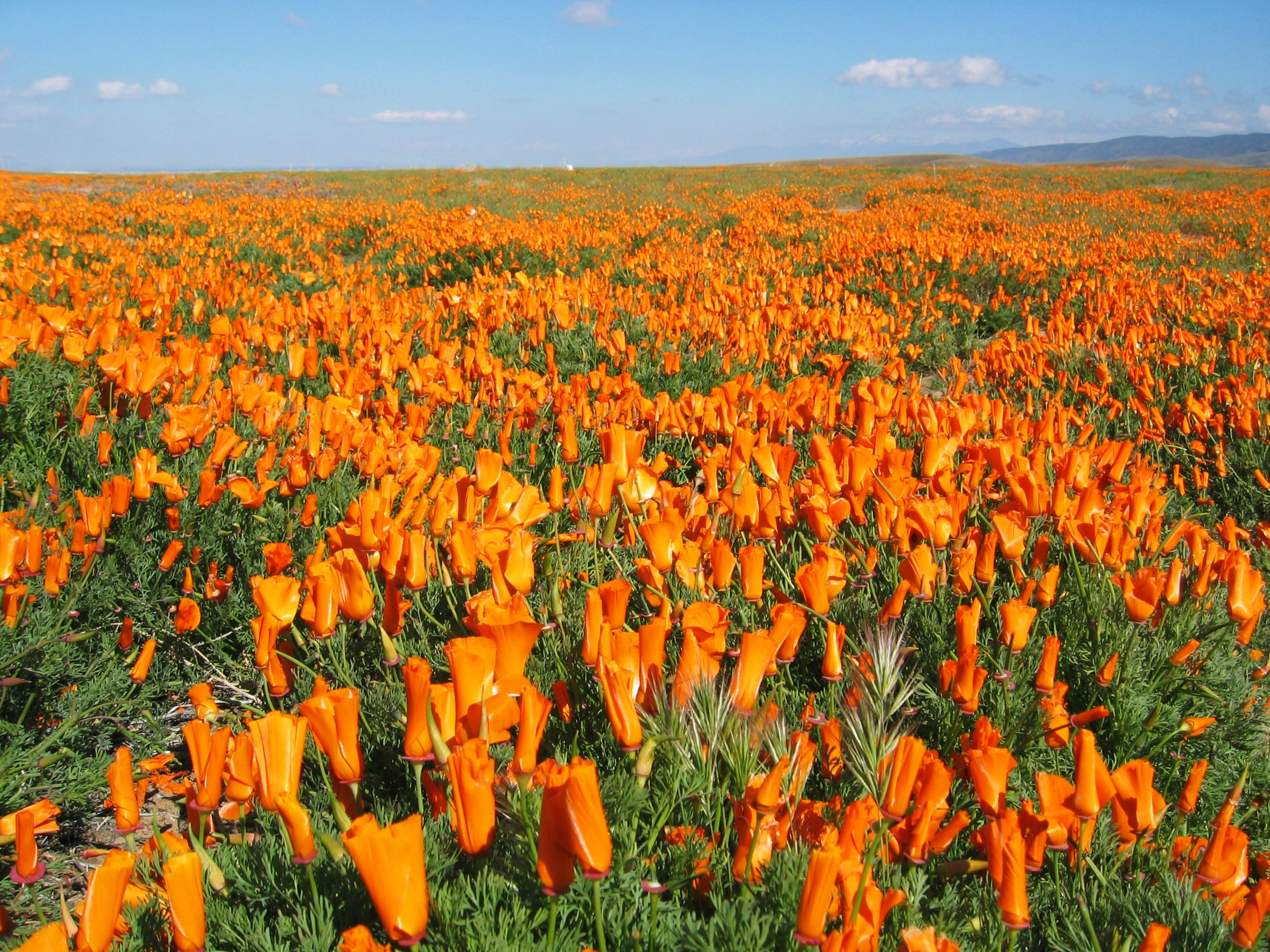
Reserva de roselles d'Antelope Valley, California.
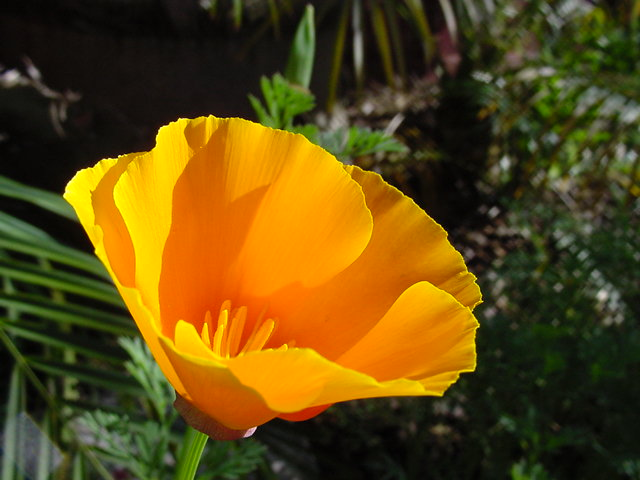
Al maig.
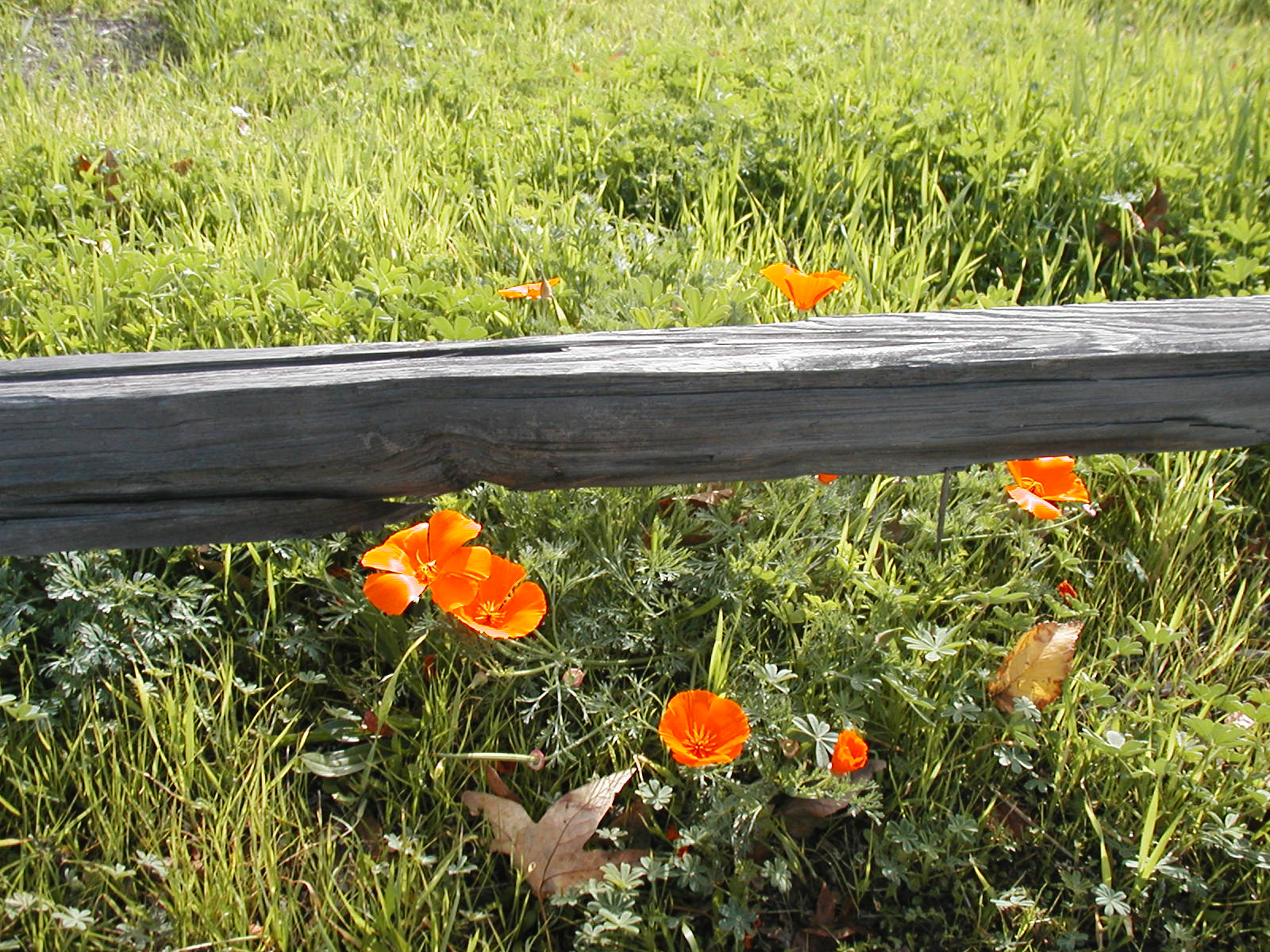
En una postal, c. 1910.
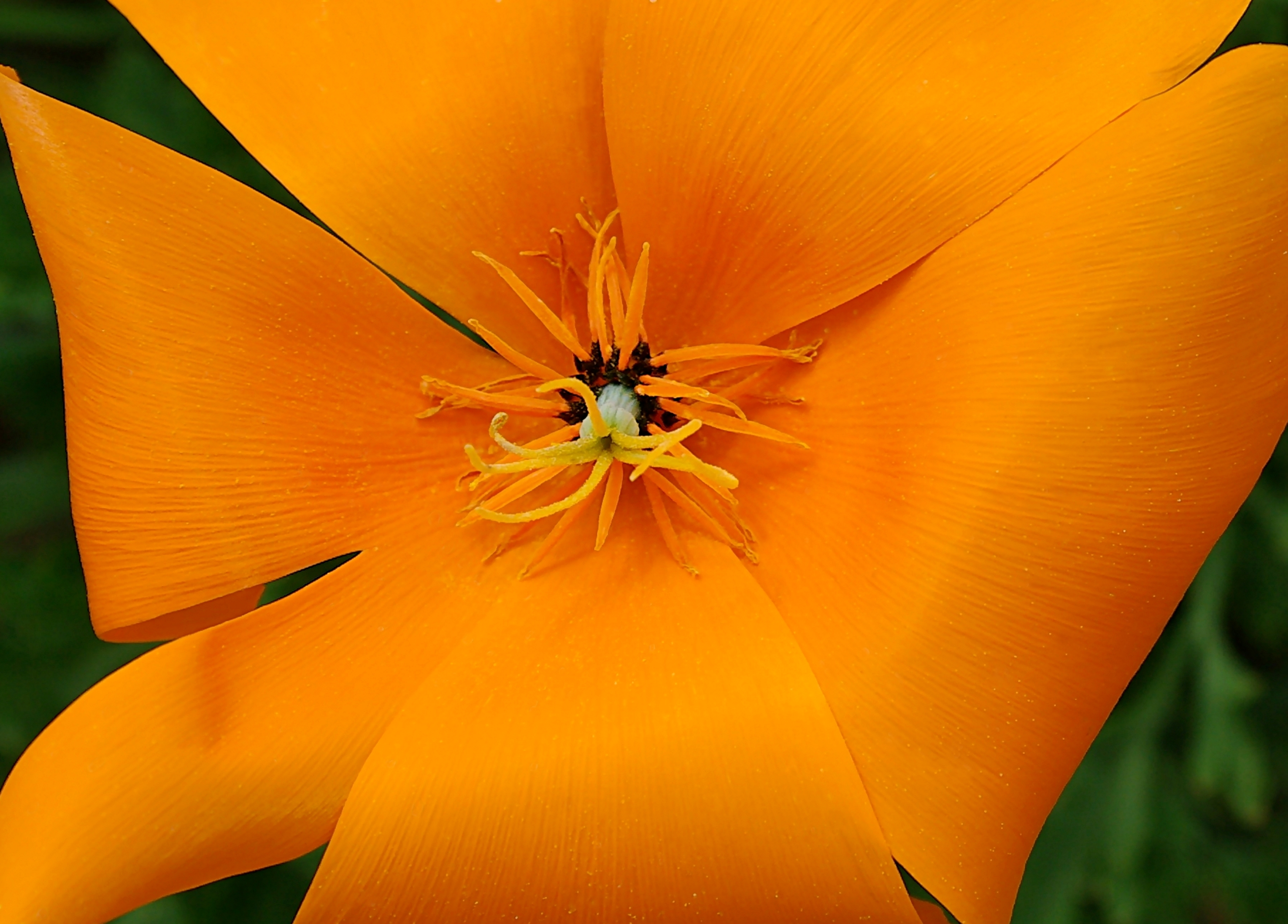
Eschscholzia californica

## Referència
1. ↑  «Eschscholzia californica». Flora Catalana. [Consulta: 29 maig 2025].
2. ↑  Kierstead Nelson, Julie. «California Poppy (Eschscholzia californica)» (en anglès).   Forest Service U.S. Department of Agriculture, 09-02-2024. [Consulta: 29 maig 2025].
3. 1 2  «Eschscholzia californica Chamisso». Herbari virtual del mediterrani occidental.   Universitat de les Illes Balears. [Consulta: 29 maig 2025].